# Marcelo Machado Medeiros
Marcelo Machado Medeiros (Juiz de Fora, 16 de setembro de 1945) é um advogado, jornalista e político brasileiro que exerceu quatro mandatos de deputado federal pelo Rio de Janeiro.

## Dados biográficos
Filho de Carlos Medeiros e Ely Machado Medeiros. Advogado formado em 1969 pela Faculdade Nacional de Direito da Universidade Federal do Rio de Janeiro foi assessor de imprensa do governador Negrão de Lima e ao ingressar no MDB aproximou-se de Chagas Freitas sendo eleito deputado federal pela Guanabara em 1970 e 1974 passando a representar o Rio de Janeiro após a fusão entre os estados no ano seguinte. Reeleito em 1978 e 1982 militou no PP antes de ingressar no PMDB e votou a favor da Emenda Dante de Oliveira em 1984 e em Tancredo Neves no Colégio Eleitoral em 1985. Não concorreu a novos mandatos após deixar o legislativo dedicando-se à advocacia.
Seu pai foi ministro do Supremo Tribunal Federal e Ministro da Justiça no governo Castelo Branco.